# Горобцов, Константин Михайлович
Константи́н Миха́йлович Горобцо́в (род. 22 августа 1979, Москва) — российский политический деятель и чиновник, Городской Голова города Калуга (в 2015—2018 гг.).

## Биография
В 2003 году окончил Российский университет физической культуры, спорта и туризма, в 2009 — Российскую академию государственной службы при Президенте Российской Федерации (факультет юриспруденции). Усовершенствовался по специальностям «Управление государственными и муниципальными заказами» (Московский городской университет управления Правительства Москвы, 2010) и «Программно-целевой метод в бюджетном планировании и прогнозировании. Муниципальные программы» (Высшая школа экономики, 2015).
С 2004 года работал в префектуре Западного административного округа города Москвы (консультант Управления социального развития, руководитель окружной службы по организации физкультурно-спортивной работы с населением), с 2008 — заместителем главы, с 20 декабря 2012 — главой управы московского района Солнцево. 6 февраля 2014 года был назначен первым заместителем мэра Калуги — начальником управления городского хозяйства.
С 23 апреля 2015 года — в.и. о., с 11 ноября 2015 — Городской голова города Калуга (с полномочиями до 2020 года).
27 марта 2018 года сложил полномочия Городского Головы Калуги в связи с переходом на должность заместителя Губернатора Калужской области.

## Семья
Женат, трое детей.

## Награды
- Медаль «За заслуги в увековечении памяти погибших защитников Отечества» (2018)[9];
- Медаль «70 лет Калужской области» (25 мая 2015) — за большой личный вклад в проведение работ по реализации проекта высокой социально-экономической значимости для Калужской области — международного аэропорта «Калуга»
- Юбилейная медаль «В память 70-летия Победы в Великой Отечественной войне» (3 сентября 2015) — за большой вклад в патриотическое воспитание подрастающего поколения и увековечение памяти погибших защитников Отечества
- Почётная грамота губернатора Калужской области (2016)[10];
- Нагрудный знак «За личный вклад в развитие Калуги» (2018)[11];